# Faucherea hexandra
Faucherea hexandra är en tvåhjärtbladig växtart som först beskrevs av Paul Lecomte, och fick sitt nu gällande namn av Paul Lecomte. Faucherea hexandra ingår i släktet Faucherea och familjen Sapotaceae. Inga underarter finns listade i Catalogue of Life.